# Sugihan (Bendosari)
Sugihan is een bestuurslaag in het regentschap Sukoharjo van de provincie Midden-Java, Indonesië. Sugihan telt 3698 inwoners (volkstelling 2010).